# توني بيرك
توني بيرك (بالإنجليزية: Tony Burke)‏ هو سياسي أسترالي، ولد في 4 نوفمبر 1969 بسيدني في أستراليا. حزبياً، نشط في حزب العمال الأسترالي.

## مناصب
- انتخب وزير الزراعة والموارد المائية [الإنجليزية]‏ (3 ديسمبر 2007 – 14 سبتمبر 2010).
- انتخب وزير الاستدامة والبيئة والمياه والسكان والمجتمعات [الإنجليزية]‏ (14 سبتمبر 2010 – 1 يوليو 2013).
- انتخب Minister for the Arts (Australia) [الإنجليزية]‏ (25 مارس 2013 – 18 سبتمبر 2013).
- انتخب عضو مجلس النواب الأسترالي عن دائرة Division of Watson [الإنجليزية]‏ (9 أكتوبر 2004 – ).
- انتخب عضو المجلس التشريعي نيو ساوث ويلز.
- انتخب وزير الهجرة وصيانة الحدود الأسترالية [الإنجليزية]‏ (1 يوليو 2013 – 18 سبتمبر 2013).

## وصلات خارجية
- الموقع الرسمي